# Assedio di Cusco
L'assedio di Cusco fu un assedio di dieci mesi posto tra il 6 maggio 1536 ed il marzo 1537 alla città di Cusco dall'esercito dell'imperatore inca Manco Inca Yupanqui, contro una guarnigione di conquistadores spagnoli ed indigeni ausiliari guidati da Hernando Pizarro.

## Storia
Una spedizione spagnola condotta da Francisco Pizarro aveva conquistato la capitale inca, Cusco, il 15 novembre 1533 dopo aver sconfitto l'esercito indigeno guidato dal generale Quizquiz. Il mese successivo i conquistadores favorirono l'incoronazione dell'imperatore Manco Inca per facilitare il proprio controllo sull'impero. Il potere vero era però in mano agli spagnoli che spesso umiliavano Manco Inca, arrivando ad imprigionarlo dopo un suo tentativo di fuga nel novembre 1535. Dopo il rilascio avvenuto nel gennaio 1536, Manco Inca riuscì a lasciare Cusco il 18 aprile promettendo al comandante spagnolo, Hernando Pizarro, di riportargli una grossa statua in oro, mentre in realtà stava organizzando una ribellione.
Capendo l'inganno, Hernando Pizarro guidò una spedizione contro gli uomini che Manco Inca aveva assoldato nella vicina valle di Yucay, fallendo l'assalto a causa di una decisa sottostima delle forze inca. L'imperatore inca non attaccò Cusco, preferendo aspettare di raccogliere altri uomini portando il totale ad una cifra compresa tra 100 000 e 200 000 ed accerchiando la città (alcune fonti parlano semplicemente di 40 000 uomini); contro di loro si trovarono 190 spagnoli, 80 dei quali a cavallo, e molte migliaia di nativi americani ausiliari. L'assedio iniziò il 6 maggio 1536, con un attacco su larga scala alla piazza principale della città. L'esercito inca conquistò buona parte della città mentre gli spagnoli si rifugiavano in due grandi edifici accanto alla piazza. I conquistadores riuscirono a respingere gli attacchi inca effettuando anche alcune sortite contro gli indiani.
Per riconquistare terreno, gli spagnoli decisero di attaccare il complesso murato di Sacsayhuamán, che serviva da base operativa per l'esercito inca. Cinquanta cavalieri guidati da Juan Pizarro e gli ausiliari indiani ruppero le linee nemiche, accerchiando ed attaccando Sacsayhuamán dall'esterno della città. Durante l'assalto frontale contro le forti mura cittadine, una pietra colpì in testa Juan Pizarro; morì alcuni giorni dopo per le ferite riportate. Il giorno dopo gli spagnoli resistettero a molti assalti inca contrattaccando di notte con l'uso di scale. In questo modo conquistarono le mura di Sacsayhuamán mentre l'esercito inca salì su due alte torri del complesso. I comandanti inca, Paucar Huaman e l'alto sacerdote o Willaq Umu, decisero di lasciare le torri aprendosi la strada verso Calca, quartier generale di Manco Inca, per chiedere rinforzi. Il tentativo ebbe successo e la resistenza sulle torri fu guidata da Titu Cusi Gualpa, un nobile inca. Nonostante la fiera resistenza di Titu, gli spagnoli riuscirono ad avere la meglio, e al ritorno dei comandanti inca Sacsayhuamán era in mano spagnola.
La conquista di Sacsayhuamán diminuì la pressione sulla guarnigione spagnola di Cusco; la battaglia si trasformò in una serie di schermaglie giornaliere intervallate solo dall'usanza religiosa inca di bloccare gli assalti durante il novilunio. In questo periodo gli spagnoli ebbero successo nella loro tattica del terrore che spaventò gli inca, compreso l'ordine di uccidere ogni donna catturata e di tagliare le mani agli uomini. Incoraggiato dai successi, Hernando Pizarro attaccò il quartier generale di Manco Inca spostato nel frattempo a Ollantaytambo, lontano da Cusco. Manco Inca riuscì a respingere l'assalto spagnolo nella battaglia di Ollantaytambo, sfruttando le fortificazioni ed il terreno impervio. Gli spagnoli riuscirono a recuperare cibo con attacchi ai villaggi attorno a Cusco, reintegrando le provvigioni che stavano scarseggiando. Nel frattempo Manco Inca cercò di sfruttare il vantaggio acquisito a Ollantaytambo con un nuovo attacco a Cusco, ma un gruppo di cavalleria spagnola li vide facendo così sfumare l'opportunità di un attacco a sorpresa. La stessa notte gli spagnoli sferrarono un grosso attacco che sorprese gli inca, infliggendogli molte perdite.
Dopo dieci mesi di lotte, con il morale basso, Manco Inca decise togliere l'assedio a Cusco ritirandosi a Vilcabamba. Secondo alcuni questa scelta fece perdere ai Mapuche l'unica occasione per scacciare gli spagnoli dal Tawantinsuyu, anche se sembra essere stata l'unica scelta logica visto l'arrivo dei rinforzi guidati da Diego de Almagro. Messo di fronte alla vittoria ed alla possibilità di espandere il proprio regno nel Perù, Almagro prese il controllo della città dopo aver garantito la vittoria agli spagnoli ed aver fatto imprigionare Hernando e Gonzalo Pizarro. Il fratello Francisco riuscì a fuggire, per poi affrontare di nuovo Almagro in un trionfo personale nella battaglia di Las Salinas.